# Livvi Franc
Olivia Charlotte Waithe  (nascida em 2 de abril de 1988), mas conhecida como Livvi Franc, é uma cantora britânica/barbadiana de R&B e pop. Ela foi contratada pela Jive Records e lançou seu primeiro single, chamado "Now I'm That Bitch", que alcançou 1º lugar na Billboard Dance/Club Play Songs.